# 年得祥
年得祥（1930年1月—1986年10月5日），原名舍来夫，男，回族，甘肃康乐人，中华人民共和国政治人物。

## 生平
1949年8月，参加革命。1950年，加入中国共产党。历任甘肃省康乐县游击队战土，甘肃省和政县政府科员，青年团康乐县委干事，副书记、县委秘书，青年团甘肃省临夏地委宣传部部长、副书记。1956年至1960年任中共和政县委副书记，中共甘肃省临夏回族自治州委组织部副部长，中共甘肃省临夏市委副书记。1960年2月至1964年4月任临夏回族自治州副州长。1964年4月至文化大革命初期任中共临夏回族自治州委副书记、临夏回族自治州副州长、州长，临夏回族自治州革委会副主任、主任。文化大革命中受冲击。1968年至1979年，任中共临夏回族自治州委书记。1979年12月至1986年10月，任甘肃省人民政府副省长。中国共产党第十二次代表大会上当选为候补中央委员。1986年10月5日，在临夏病逝。